# Квартира (фильм, 2011)
Квартира (ивр. הדירה‎) — израильский документальный фильм 2011 года. Израильская премьера состоялась в сентябре 2011 года. Фильм шёл в кинотеатрах непрерывно в течение тринадцати месяцев и получил хорошие отзывы. Time Out Тель-Авив решил разместить фильм в верхней части рекомендованных фильмов в течение 49 недель под заголовком «не пропустите» и выбрал его в качестве одной из 25 наиболее важных художественных работ со всего мира за 2011 год. Немецкая премьера Квартиры состоялась в июне 2012 года. В немецкой версии фильма рассказчика Арнона Гольдфингера озвучил известный немецкий актёр Аксель Милберг. Американская премьера Квартиры состоялась в октябре 2012 года.
В 2012 году фильм получил приз за лучший монтаж в документальном фильме на всемирном конкурсе документального кино Tribeca Film Festival. Он открыл фестиваль Док Мюнхен в 2012 году.

## Сюжет
Фильм начинается, когда режиссёр и члены его семьи собрались в квартире матери его матери, Герды Тухлер, некоторое время спустя после её смерти, чтобы вынести её вещи. Его бабушка жила в одной квартире в течение 70 лет, с тех пор, как она и её муж, Курт, уехали из нацистской Германии в 1930 году и эмигрировали в Палестину.
Однако скоро Гольдфингер находит различные предметы в доме своей бабушки, которые открывают удивительную главу в истории семьи — главу, которая была под замком в течение десятилетий.
Голдфингер постепенно обнаруживает, что его дедушка и бабушка были в близких личных отношениях с высокопоставленным нацистским чиновником, Леопольдом фон Мильденштейном, возглавлявшим Управление СС по еврейским делам до Адольфа Эйхмана. Мильденштейн ездил в Палестину в компании Тухлеров в апреле 1933 года и поддерживал связь с ними после войны.

## Награды
- Ophir Award:
  - Лучший документальный фильм
- Bavarian Film Award: 
  - Лучший документальный фильм
- Иерусалимский международный кинофестиваль:
  - Лучший режиссёр документального кино
- The Israeli Documentary Filmmakers Forum Award[6]:
  - Лучший фильм
- The Israeli Documentary Filmmakers Forum Award[6]:
  - Лучший режиссёр
- The Israeli Documentary Filmmakers Forum Award[6]:
  - Лучшее исследование
- Minneapolis St. Paul IFF 2012:
  - Лучший документальный фильм
- The German Arthouse cinema Guild 2012 Award:
  - Лучший документальный фильм
- Toronto Jewish Film Festival 2012:
  - Лучший документальный фильм, David e. Stein Award
- Кинофестиваль Трайбека  2012:
  - Best Editing Documentary
- Kraków Film Festival 2012:
  - FIPRESCI Award
- Traverse City Film Festival 2012:
  - Приз жюри — лучший иностранный фильм
- New Zealand Doc Edge 2012:
  - Honorable mention